# Gyali

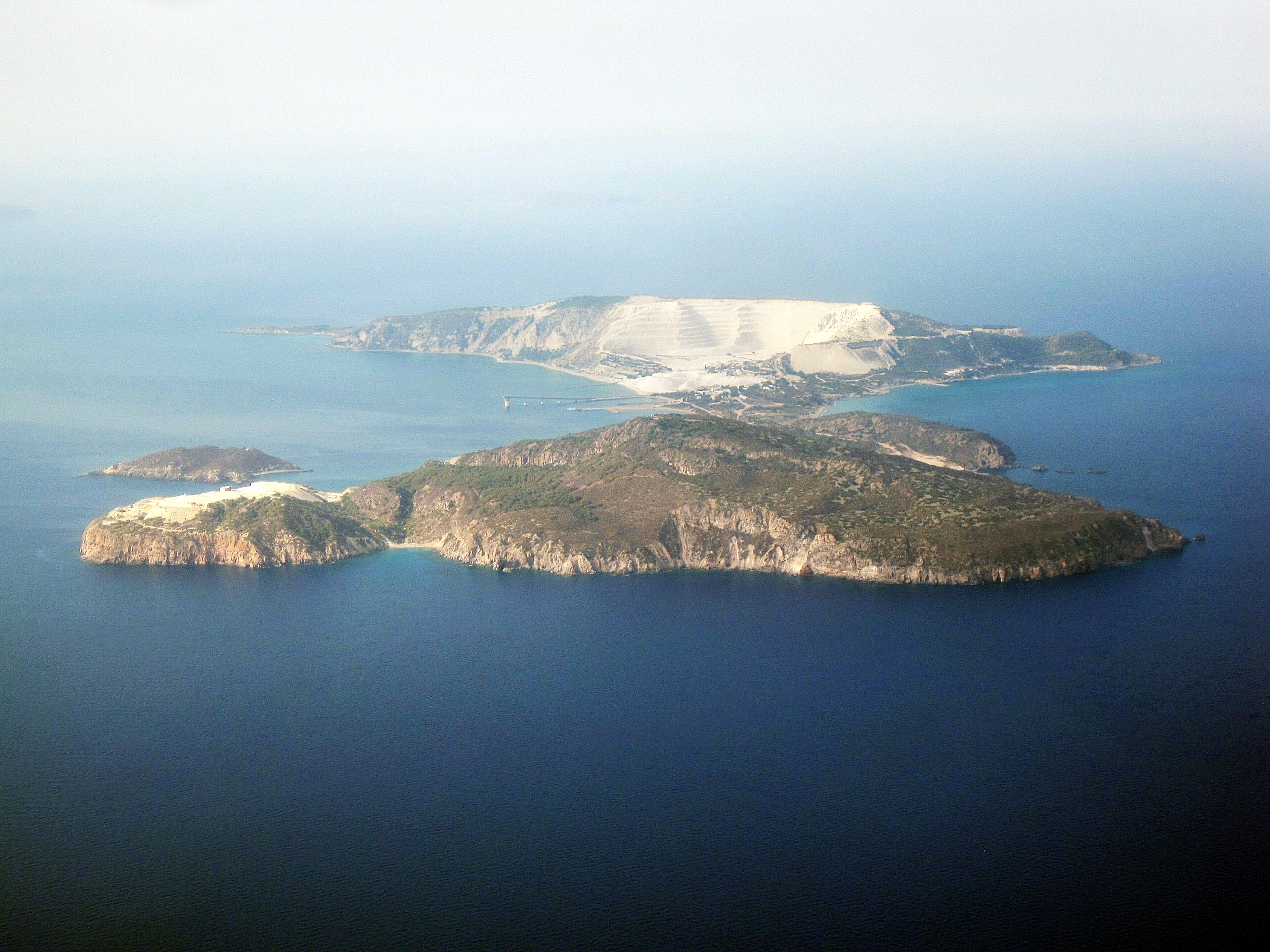
Gyali vanuit de lucht

Gyali (Grieks: Γυαλί, "glas" ook wel gespeld als Yiali of Yali, uitgesproken [ʝali]) is een vulkanisch Grieks eiland in de Dodekanesos, gelegen halverwege tussen Kos en Nisyros.

## Geologie
Het bestaat uit lavakoepels van ryolitische obsidiaan (vulkanisch glas) en puimsteenafzettingen. Het noordoostelijke deel bestaat bijna volledig uit obsidiaan en het zuidwestelijke deel uit puimsteen. Deze zijn verbonden door een smalle landengte en strand.
Op het noordoostelijke deel wordt perliet afgegraven door Aegean Perlites SA. Het puimsteen Yalibims op het zuidwestelijke deel wordt afgegraven door LAVA Mining & Quarrying SA. Gyali heeft de grootste puimsteenvoorraad van Griekenland (meer dan 120 miljoen ton).

## Geografie
Gyali is gelegen in het zuidoosten van de Egeïsche Zee, ongeveer 20 km ten westen van het Turkse schiereiland en district Datça en ongeveer 10 kilometer ten zuiden van Kos. De afstand van de zuidpunt tot Nisyros is 3,5 km.
Het eiland is 6 km lang en tussen de 4 km en 500 m breed. Het eiland is vrij onvruchtbaar en er is schaarse vegetatie. Volgens de volkstelling van 2011 woonden er toen 21 personen, wat twee keer zoveel was als tien jaar eerder. Bestuurlijk maakt het deel uit van de gemeente Nisyros.

## Foto's

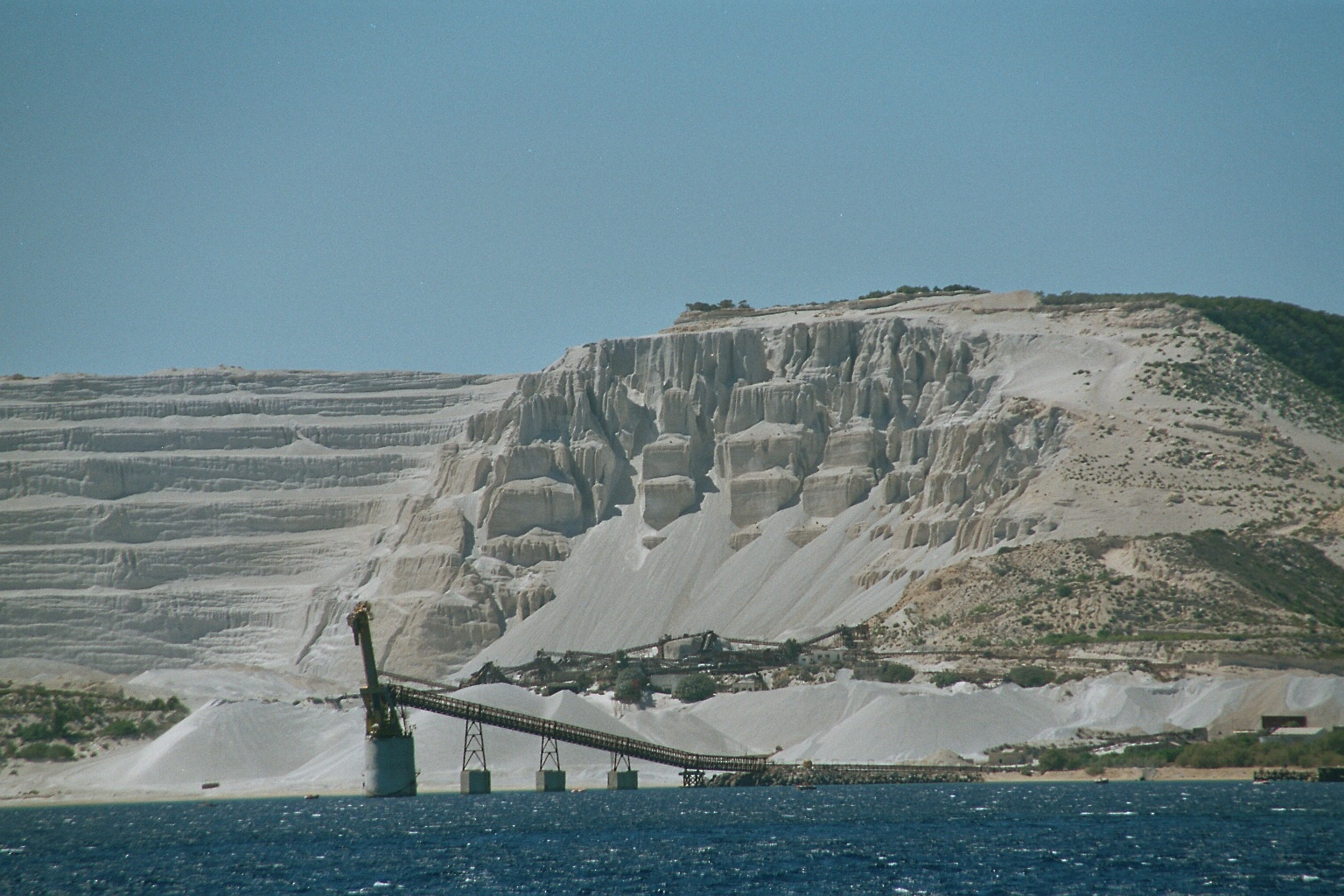
Puimsteenwinning
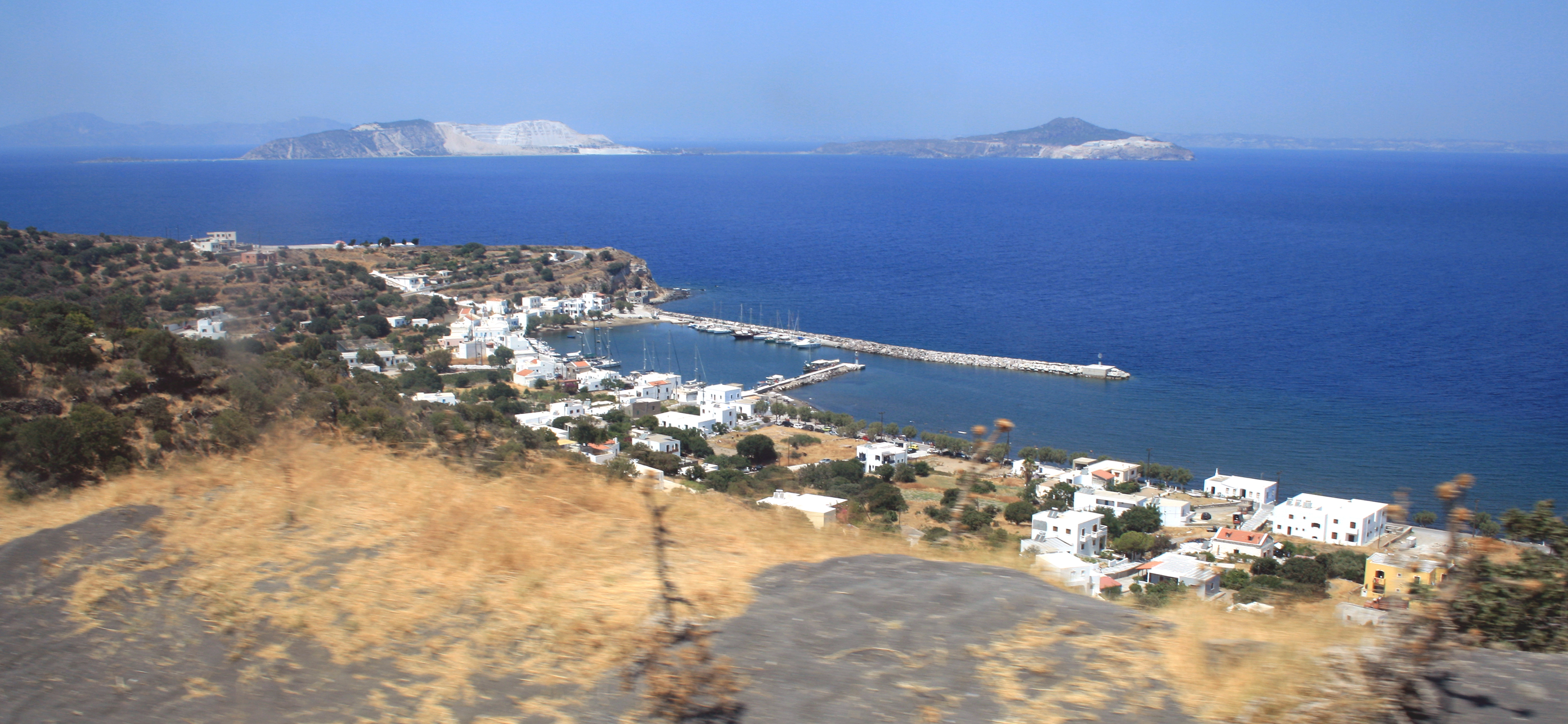
Gezien vanaf Nisyros
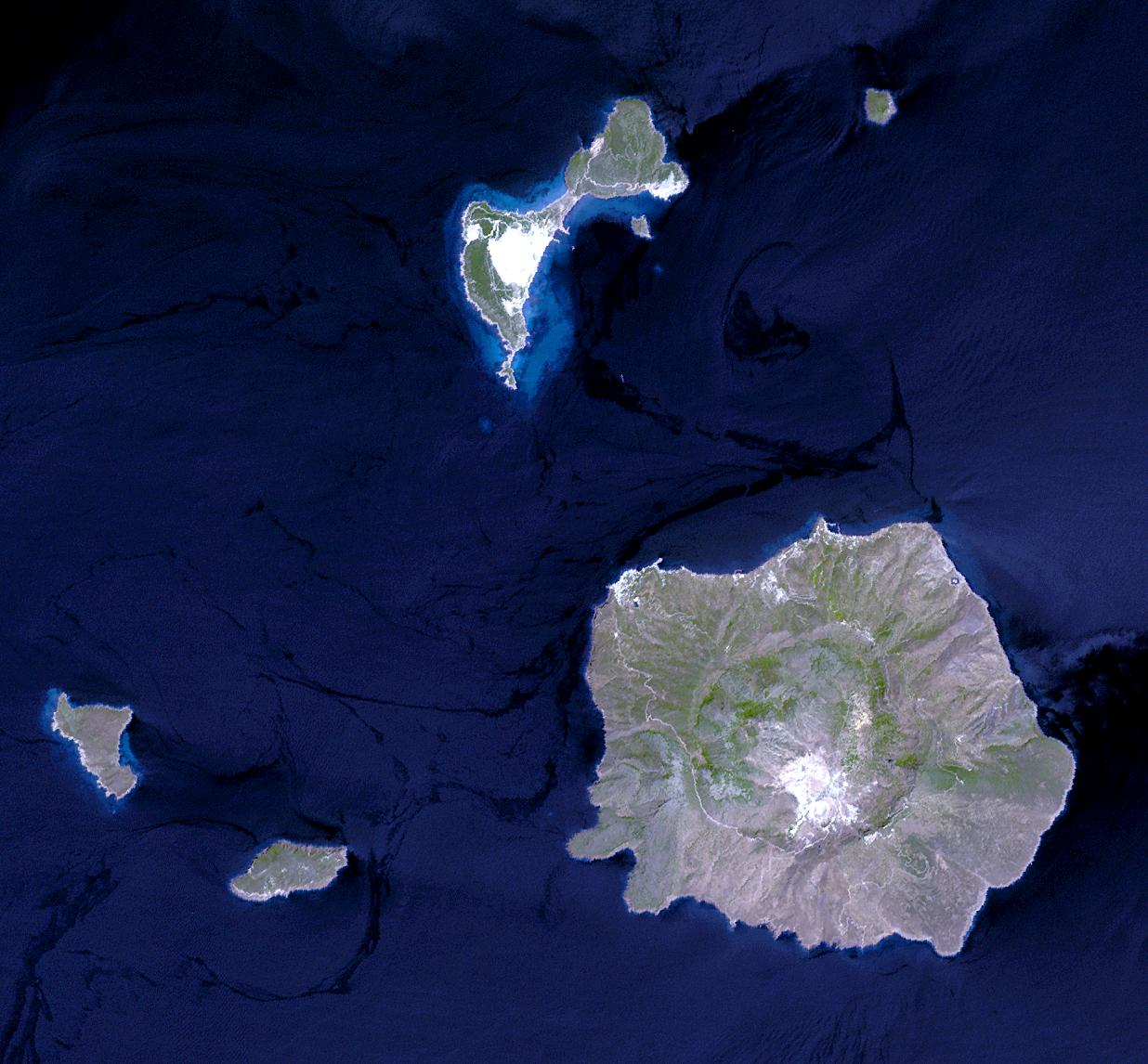
Ligging